# Бій біля мису Есперанс
Бій біля мису Есперанс (англ. Battle of Cape Esperance), відомий також як Другий бій біля острова Саво, а також в японських джерелах Морський бій біля острова Саво (яп. サボ島沖海戦, Сабо-то: оки кайсэн) — нічна морська битва на Тихому океані, яка сталася в ніч проти 12 жовтня 1942 року між японськими і американськими військово-морськими силами. Цей бій став третім з п'яти великих морських битв під час Гуадалканальської кампанії і відбувся в протоці між островами Саво і Гуадалканал архіпелагу Соломонові острови.
Вночі 11 жовтня японський флот на Соломонових островах під командуванням Гун'їті Мікави надіслав великий конвой з підкріпленням і постачанням своїх сухопутних сил на Гуадалканалі. Конвой йшов під прикриттям двох гідроавіаносців і шести есмінців під командуванням контрадмірала Такацугу Дзедзіми. Водночас у межах окремої операції три важких крейсери і два есмінці під командуванням контрадмірала Арітомо Гото були відправлені для обстрілу аеродрому Гендерсон-філд з метою знищення авіації Союзників, яка могла завадити висадці наступного дня, і інфраструктури аеродрому.
Незадовго до півночі 11 жовтня американське з'єднання, яке складалося з чотирьох крейсерів і п'яти есмінців під командуванням контрадмірала Нормана Скотта, яке патрулювало в протоці Слот біля мису Есперанс, північного узбережжя острова Гуадалканал, виявило японську ескадру на радарах на підході до острова Саво. Використовуючи ефект несподіванки, кораблі Скотта знищили один з його крейсерів і один міноносець, важко пошкодили інший крейсер і смертельно поранили Гото, не давши кораблям, що залишилися, провести бомбардування і змусили їх піти. Під час артилерійської перестрілки один із есмінців Скотта потонув, а ще один крейсер і один есмінець зазнали важких пошкоджень.
Битва виявилася неочікуваною для японського з'єднання, яке налетіло в темряві на американську ескадру, яка стежила за японськими кораблями за допомогою корабельних радарів. У ході сутички японці змогли відійти, втративши потопленими один важкий крейсер і один есмінець, не обстрілявши аеродром, але дозволивши висадити війська. Американці також втратили потопленими один есмінець. Тим часом японський конвой постачання повністю розвантажився на Гуадалканалі і почав рухатися в зворотному напрямку, не помічений силами Скотта. Пізніше, вранці 12 жовтня, чотири японські міноносці з групи підтримки конвою повернулись, щоб врятувати екіпажі підбитих кораблів Гото. Літаки з Гендерсон-філд знищили два з цих міноносців вдень.
Попри розгром, завданий японським кораблям, бій мав невелике стратегічне значення. Двома ночами пізніше два японських лінкори провели бомбардування і практично знищили Гендерсон-філд, і значні японські підкріплення успішно висадилися на острів.

## Положення перед боєм
7 серпня 1942 року збройні сили Союзників (переважно бойові частини США) висадилися на Гуадалканалі, Тулагі і Флоридських островах в архіпелазі Соломонові острови. Метою десанту було не дати використовувати острови для будівництва японських баз, які могли б загрожувати транспортним потокам між США і Австралією, а також створення плацдарму для кампанії по ізоляції головної японської бази в Рабаулі і підтримка сухопутних сил Союзників у Новогвінейській кампанії. Гуадалканальська кампанія тривала шість місяців.
Неочікувано для японських військ на світанку 8 серпня їх атакували війська Союзників, головним чином американська морська піхота, яка висадилася на Тулагі і найближчих островах, а також біля японського аеродрому на мисі Лунга на Гуадалканалі (пізніше добудованого і названого Гендерсон-філд). Авіація Союзників, що базувалася на Гуадалканалі, отримала назву «ВПС Кактус» (CAF) по кодовій назві Союзників на Гуадалканалі.
У відповідь Генеральний штаб Збройних сил Японії відправив підрозділи японської 17-ї армії, корпус, який базувався в Рабаулі, під командуванням генерал-лейтенанта Харукіті Хякутаке, з наказом повернути контроль над Гуадалканалом. Підрозділи японської 17-ї армії почали прибувати на Гуадалканал 19 серпня.
Через загрозу з боку авіації CAF, що базувалася на Гендерсон-філд, японці не могли використовувати повільні транспортні суда для доставки солдатів і озброєння на острів. Замість цього вони використовували головним чином легкі крейсери і ескадренні міноносці, які зазвичай встигали виконати рейс через протоку Слот до Гуадалканалу і назад за одну ніч, таким чином мінімізуючи загрози повітряних атак. Проте таким способом можна було доставити тільки солдатів без важкого озброєння і припасів, в тому числі без важкої артилерії, автомобілів, достатніх запасів їжі, а тільки те, що солдати могли нести на собі. Крім того, есмінці були потрібні для охорони звичайних конвоїв. Ця швидкісна доставка військовими кораблями мала місце протягом всієї кампанії на Гуадалканалі і отримала назву «Токійський експрес» у Союзників і «Щуряче транспортування» у японців.

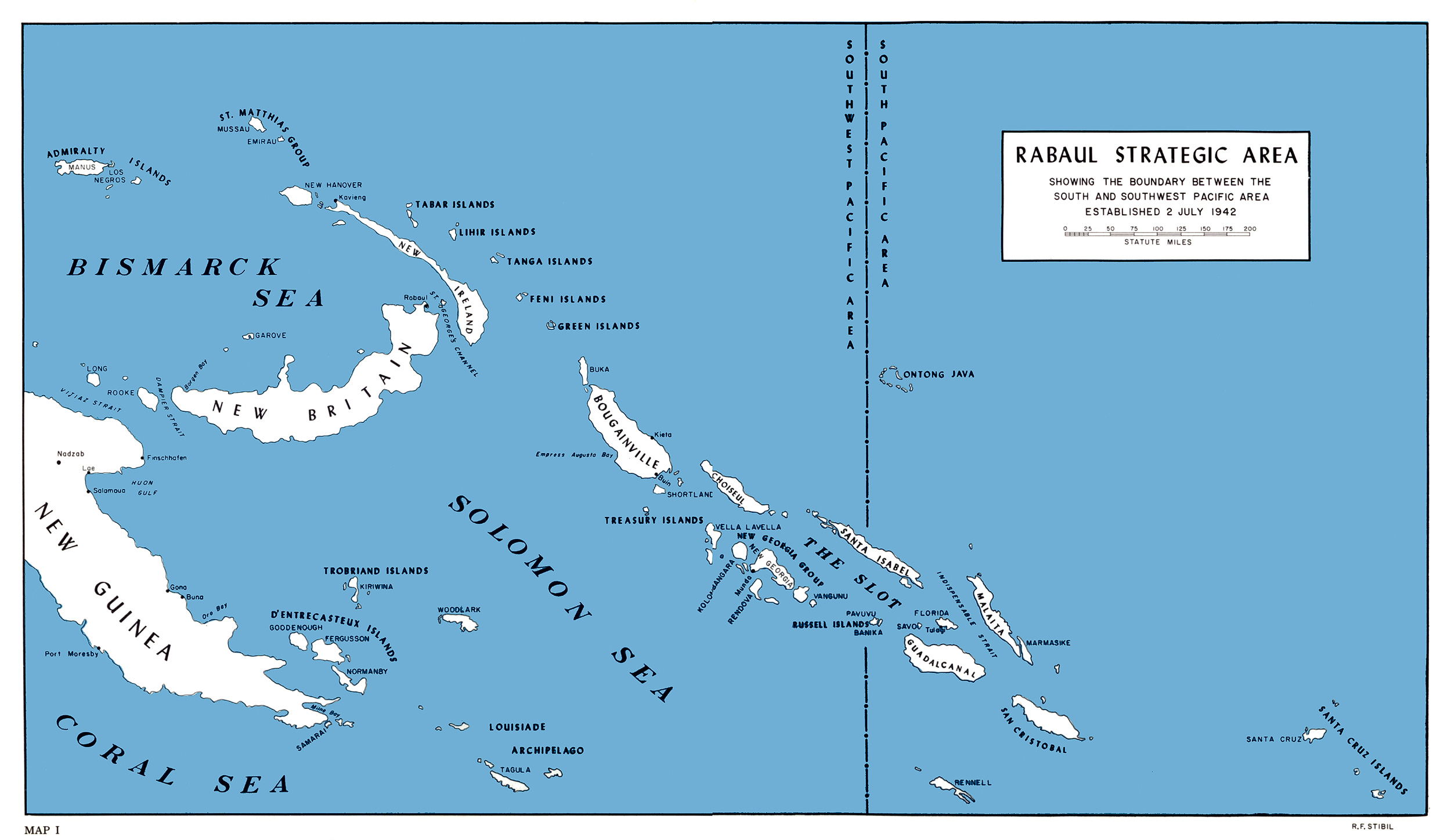
Соломонові острови лежать у південній частині Тихого океану. Японська база Рабаул угорі ліворуч. Гуадалканал (внизу праворуч) лежить у південно-східному кінці протоки Слот, по якому йшли кораблі японського «Токійського експресу»

Оскільки до війни японський флот інтенсивно проводив нічні навчання, японці контролювали води навколо Соломонових островів у нічний час. Проте японські кораблі виявилися в радіусі дії авіації CAF (близько 200 миль або 320 км) і вдень вони зазнавали повітряних атак. Ця ситуація зберігалася протягом декількох місяців кампанії. Ця зміна панування в морі зі сходом і заходом сонця неодноразово призводила до переміни фортуни, яка була характерна для всієї битви за Гуадалканал.
Перший наступ японської армії на Гендерсон-філд відбувся 21 серпня 1942 року і знаний як бій біля річки Тенару, а наступний, битва за хребет Едсона, що тривав з 12 по 14 вересня; обидва наступи закінчилися невдачею.
Японці здійснили наступну спробу повернути Гендерсон-філд 20 жовтня і перекинули значну частину 2-ї і 38-ї піхотних дивізій, загальною кількістю 17 500 осіб, з Голландської Ост-Індії в Рабаул і приготували для перекидання на Гуадалканал. З 14 вересня по 9 жовтня багато численні Токійські експреси доставляли солдатів 2-ї піхотної дивізії генерала Хякутаке на Гуадалканал. Крім крейсерів і есмінців, у деяких рейсах використовувався гідроавіаносець Ніссін, який доставляв важке озброєння на острів, включаючи автомобілі і важку артилерію, яке інші кораблі Токійського експресу не могли взяти на борт через нестачу місця. Японський флот і далі підтримував сухопутні сили шляхом доставки необхідних підкріплень і вантажів на острів, відбиваючи повітряні атаки з Гендерсон-філд і проводячи бомбардування аеродрому.
Тим часом генерал-майор Міллард Гармон, командувач сил Армії США в південній частині Тихого океану, переконав віцеадмірала Роберта Гормлі, командувача всіх сил Союзників у південній частині Тихого океану, що морській піхоті на Гуадалканалі необхідні негайні підкріплення, щоб Союзники могли впевнено захистити острів від майбутнього японського наступу. В результаті 8 жовтня 2 837 солдатів 164-го піхотного полку американської армії сіли на транспорти в Новій Каледонії для переправлення на Гуадалканал з ймовірною датою прибуття 13 жовтня.

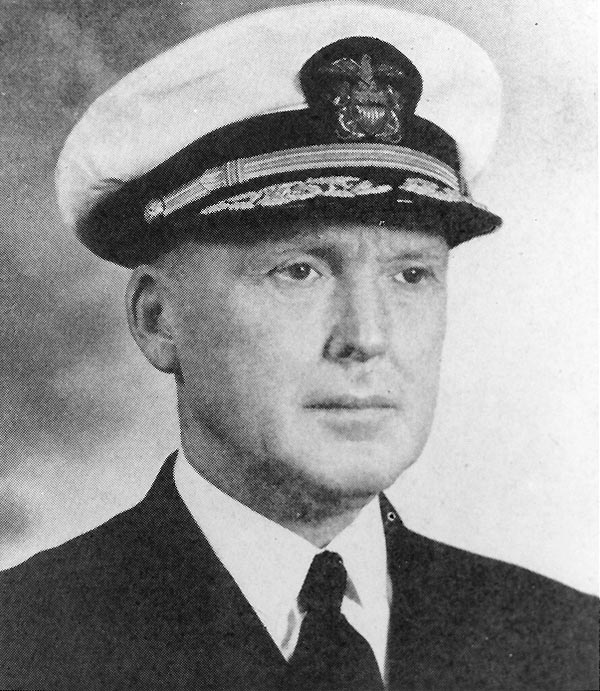
Контрадмірал США Норман Скотт.

Для захисту транспортів, що перевозили 164-й полк на Гуадалканал Гормлі виділив з'єднання TF64, яке включало чотири крейсери (Сан-Франциско, Бойс, Солт-Лейк-Сіті і Гелена) та п'ять есмінців (Фаренголт, Дункан, Бьюкенен, МакКала і Леффі) під командуванням контрадмірала США Нормана Скотта, щоб перехоплювати і знищувати будь-які кораблі, що наближаються до острова і загрожують конвою. Скотт провів одні нічні навчання зі своїми кораблями 8 жовтня, а потім взяв курс на південь від Гуадалканалу повз острів Реннелл 9 жовтня, щоб перекрити будь-які переміщення японських кораблів в південній частині Соломонових островів..
До жовтневого наступу японський 8-й флот під командуванням віцеадмірала Гун'їті Мікави зі штаб-квартирою в Рабаулі підготував великий і важливий рейс Токійського експресу, який повинен був вирушити вночі 11 жовтня. До «Ніссіна» повинен був приєднатися гідроавіаносець Тітосе для доставки 728 солдатів, чотирьох великих гаубиць, двох гірських гармат, однієї зенітної гармати і великої кількості різноманітних боєприпасів та іншого спорядження з японських баз на Шортлендських островах і на Бугенвілі на Гуадалканал. Шість есмінців, п'ять з яких перевозили солдатів, повинні були супроводжувати «Ніссін» і «Тітосе». Конвоєм, який японці назвали «Група Підкріплення», командував контрадмірал Такацугу Дзьодзіма. Водночас у межах окремої операції три важких крейсери з 6-го дивізіону крейсерів, Аоба, Кінугасаі Фурутака, під командуванням контрадмірала Арімото Гото, повинні були провести бомбардування Гендерсон-філд спеціальними осколковими снарядами з метою знищення літаків CAF і інфраструктури аеропорту. Два есмінці, Фубукі і Хацуюкі, були виділені для підтримки 6-го дивізіону крейсерів. Оскільки американський флот давно не намагався зупинити рейси Токійського експресу на Гуадалканал, японці не очікували протидії надводного флоту США цієї ночі.

## Хід бою

### Перед боєм

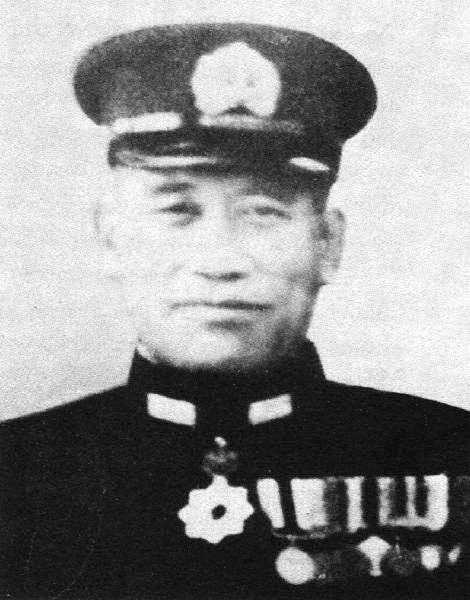
Контрадмірал Арітомо Гото

У неділю, 11 жовтня, о 08:00 група підкріплення Дзьодзіми залишила якірну стоянку на Шортлендських островах і почала свій шлях завдовжки 250 миль (400 км) по протоці Слот до Гуадалканалу. «Ніссін» і «Тітосе» супроводжували шість есмінців: Асагумо, Нацугумо, Ямагумо, Сіраюкі, Муракумо и Акідзукі. Гото вирушив з Шортлендських островів до Гуадалканалу о 14:00 того ж дня.
Для захисту групи підкріплення від атак авіації Союзників на Гуадалканалі, 11-й повітряний флот Японії, що базувався в Рабаулі, Кав'єнгу і Буіні запланував два авіанальоти на Гендерсон-філд 11 жовтня. «Група винищувачів зачистки» із 17 A6M Zero з'явилася над Гендерсон-філд тільки після полудня, проте не змогла зав'язати бій з американськими літаками. Через 45 хвилин підійшла до Гендерсон-філд друга хвиля японських літаків — 45 бомбардувальників Mitsubishi G4M2 тип 1 і винищувачів 30 Zero. В повітряному бою з авіацією «Кактус» були збиті два винищувачі Союзників і один бомбардувальник. Попри те, що японський авіа наліт не наніс значних руйнувань на землі, він завадив бомбардувальникам «Кактуса» знайти і атакувати групу підкріплення. Оскільки група підкріплення пройшла через Слот, винищувачі 11-го повітряного флоту з Буіна стали прикривати її з повітря. В зв'язку з особливою важливістю цього конвою для стратегічних планів японського штабу останнім літакам було наказано прикривати конвой до настання темряви, а потім приводнити літаки з тим, щоб їх екіпажі підібрали есмінці групи підкріплення. Всі шість Zero затонули; тільки один пілот був врятований.
Розвідувальний літак Союзників виявив конвой Дзьодзіми за 210 миль (340 км) від Гуадалканалу між островами Коломбангара і Шуазель у протоці Слот о 14:45 того ж дня й повідомив про два крейсери й шість есмінців. Ескадра Гото, що йшла за конвоєм, не була виявлена. Отримавши повідомлення про кораблі Дзьодзіми, о 16:07 Скотт розвернувся до Гуадалканалу для їх перехоплення
Союзники на той час зазнали поразок у нічних морських битвах з японським флотом, втративши вісім крейсерів та три есмінці й не потопивши жодного японського корабля. Знаючи про перевагу японців у нічних боях, Скотт склав простий план майбутньої битви. Його кораблі мали йти колоною, причому в авангарді й ар'єргарді колони крейсерів були есмінці. Есмінці мали освітлювати будь-які цілі прожекторами й випускати торпеди, в той час як крейсери мали відкривати вогонь по будь-яких доступних цілях без попередження. Гідролітаки крейсерів, випущені завчасно, повинні були знайти і освітити японські кораблі. Попри те, що «Хелена» і «Бойс» були обладнані новими удосконаленими радарами, Скотт вибрав флагманом «Сан-Франциско».
О 22:00, коли кораблі Скотта проминули мис Хантер на північно-західному кінці Гуадалканалу, три крейсери Скотта підійняли в повітря гідролітаки. Один з них розбився, коли злітав, але інші два вирушили на патрулювання околиць островів Саво і Гуадалканал, а також протоки Залізне дно. Коли гідролітаки були в повітрі, сили Дзьодзіми тільки проходили гористе північно-західне узбережжя Гуадалканалу, і ескадри не побачили одна одну. О 22:20 Дзьодзіма передав радіограму Гото й повідомив, що поблизу він не виявив жодних американських кораблів. Попри те, що пізніше кораблі Дзьодзіми почули звуки гідролітаків Скотта під час розвантаження на північному березі Гуадалканалу вони не змогли повідомити про них Гото.

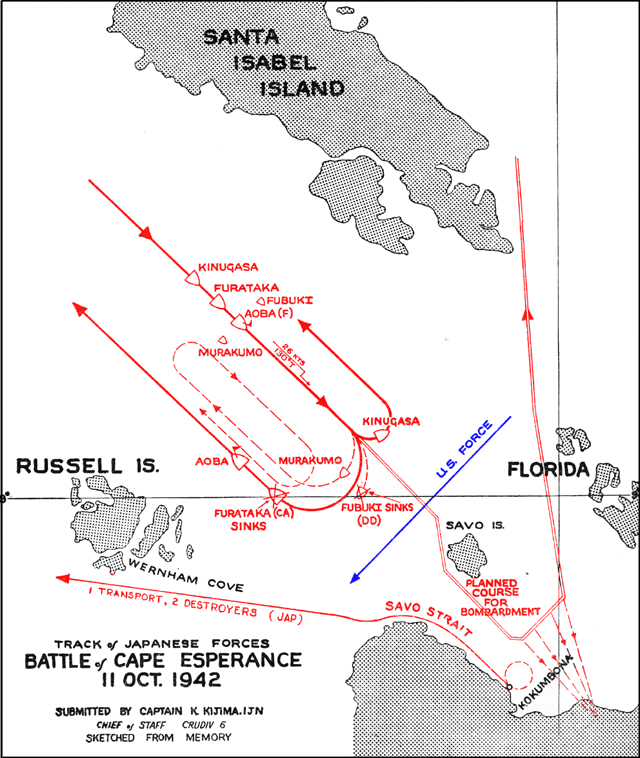
Карта, на якій відмічені маршрути Гото і Дзьодзіми під час битви. Світло-сірою лінією навколо острова Саво позначено заплановані підходи кораблів Гото для бомбардування і відходу з місця битви після завершення завдання. Неправильно позначено «Муракумо» (це «Хацуюкі»).

О 22:33 одразу після проходу мису Есперанс кораблі Скотта перелаштувалися в бойову колону. Очолили колону «Фаренхолт», «Дункан» і «Леффі», за ними йшли «Сан-Франциско», «Бойс», «Солт-Лейк-Сіті» і «Хелена». «Б'юкенен» і «МакКалла» йшли в ар'єргарді. Дистанція між кораблями становила від 500 до 700 ярдів (від 460 до 640 м). Видимість була поганою, оскільки місяць вже сховався за горизонтом, внаслідок чого не було ні розсіяного світла, ні було видно горизонт в морі.
Ескадра Гото пройшла декілька дощових шквалів, поки не підійшла до Гуадалканалу на швидкості 30 вузлів (56 км/год). Флагманський корабель Гото «Аоба» очолював колону японських крейсерів, за ним йшли «Футурака» і «Кінугаса». «Фубукі» йшов по правому борту від «Аоби», а «Хацуюкі» по лівому. О 23:30 кораблі Гото вийшли з останнього дощового шквалу і їх виявили радари «Хелени» та «Солт-Лейк-Сіті». Японські кораблі, на противагу американським, не були обладнані радарами, і вони не знали про присутність Скотта.

### Бій
О 23:00 літак «Сан-Франциско» виявив кораблі Дзьодзіми, які відходили від Гуадалканалу і повідомив про них Скотта. Скотт, вважаючи, що більша частина японських кораблів ще в дорозі, продовжував йти тим же курсом західніше острова Саво. О 23:33 Скотт наказав своїй колоні розвертатися на південний захід під кутом 230°. Всі кораблі Скотта зрозуміли наказ як рух колоною, крім власне корабля Скотта, «Сан-Франциско». В той час як три есмінці авангарду почали поворот, «Сан-Франциско» повернув разом з ними. «Бойс», який ішов за ним, прямував за «Сан-Франциско», таким чином виключивши три есмінці зі строю.
О 23:32 радар «Хелени» виявив японські кораблі за 27 700 ярдів (25 300 м). О 23:35 радари «Бойса» і «Дункана» також виявили кораблі Гото. З 23:42 по 23:44 «Хелена» і «Бойс» повідомили про контакт Скотту на «Сан-Франциско», який помилково вирішив, що два крейсери помилково побачили три американські есмінці, які випали із колони після повороту кораблів. Скотт передав радіограму «Фаренхолту», щоб дізнатися, чи намагається есмінець зайняти своє місце в голові колони. «Фаренхолт» відповів: «Підтверджую, рухаюсь біля вас по правому борту», підтвердив думку Скотта, що контакти на радарі були його власними есмінцями.
О 23:45 «Фаренхолт» і «Леффі», ще не знавши про наближення кораблів Гото, підвищили швидкість, щоб повернутися на початок колони. Проте екіпаж «Дункана» вирішив, що «Фаренхолт» і «Леффі» почали атаку японських кораблів, і збільшили швидкість, щоб випустити торпеди, не поставивши Скотта до відома про те, що вони роблять. Радар «Сан-Франциско» нарешті побачив японські кораблі, але Скотт не був повідомлений про це. О 23:45 кораблі Гото були за 5000 ярдів (4600 м) від групи Скотта і їх помітили спостерігачі з «Хелени» і «Солт-Лейк-Сіті». Американські кораблі в цей момент перебували в положенні «палички над „Т“» до японської колони, що давало ескадрі Скотта значну тактичну перевагу. О 23:46, все ще вважаючи, що Скотт бачить японські кораблі, які швидко наближаються, «Хелена» запросила по радіо дозволу відкрити вогонь, пославши Скотту два слова: «Interrogatory Roger» (означає запит на атаку). Скотт відповів: «Roger» (має два значення: «Вас зрозумів» і «Добре, погоджуюсь») маючи на увазі, що повідомлення отримано, але не даючи наказу відкривати вогонь. Після отримання від Скотта «Roger», «Хелена», вирішив, що дозвіл отримано, відкрила вогонь, за нею послідував «Бойс», «Солт-Лейк-Сіті», і на здивування Скотта, «Сан-Франциско».

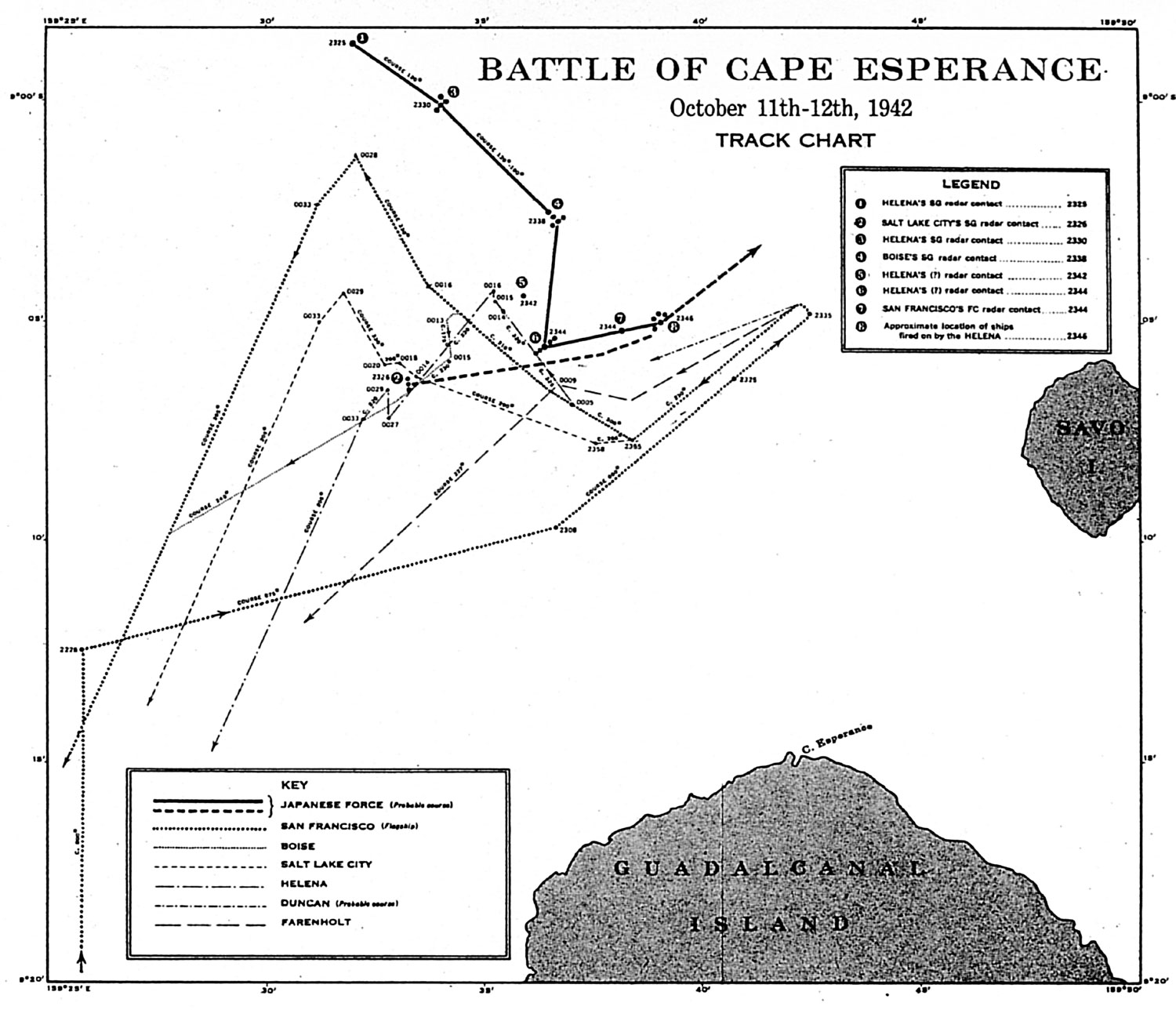
Схема руху американських кораблів під час бою (тонкі лінії), без переміщення кожного з японських кораблів (верхня, товста лінія).

Для Гото зустріч з американськими кораблями стала повною несподіванкою. О 23:43 спостерігачі «Аоби» помітили кораблі Скотта, але Гото вирішив, що це кораблі Йосіми. Двома хвилинами пізніше спостерігачі «Аоби» ідентифікували кораблі як американські, але Гото не взяв цього до уваги і наказав своїм кораблям увімкнути розпізнавальні вогні. Поки екіпаж «Аоби» виконував наказ Гото, перший американський снаряд влучив у настройку «Аоби». В «Аобу» за короткий час влучило до 40 снарядів з «Хелени», «Солт-Лейк-Сіті», «Сан-Франциско», «Фаренхолта» і «Леффі». Влучання снарядів важко пошкодили системи комунікації «Аоби» і знищили дві башти головного калібру, а також керування артилерійським вогнем.
Декілька великокаліберних снарядів пройшли через місток «Аоби», не вибухнувши, але вони ударною силою вбили багатьох з тих, хто там перебував, а також смертельно поранили Гото.
Скотт, все ще не розумів, по кому ведуть вогонь його кораблі, і побоюючись, що під вогонь попали його власні есмінці, наказав припинити вогонь о 23:47, але не всі кораблі виконали наказ. Скотт наказав «Фаренхолту» семафором показати своє місце положення і після того, як побачив, що «Фаренхолт» перебував поряд з його колоною, наказав знову відкрити вогонь о 23:51.
«Аоба», продовжуючи отримувати влучання снарядів, розвернувся через правий борт, паправився від кораблів Скотта і поставив димову завісу, внаслідок чого більшість кораблів Скотта вирішило, що «Аоба» потонув. Кораблі Скотта зосередили вогонь на «Футураці», яка йшла наступною за «Аобою». О 23:49 «Футурака» отримав влучання у власний торпедний апарат, що призвело до великої пожежі, яка завдала навіть більшої шкоди, ніж кораблі Скотта. О 23:58 торпеда від «Б'юкенена» попала в «Футураку» в носовий відсік з двигуном. В той же час «Сан-Франциско» і «Бойс» помітили «Фубукі» за 1400 ярдів (1300 м) і освітили його прожектором, та невдовзі до його обстрілу приєдналася більша частина кораблів Скотта. Важко пошкоджений «Фубукі» почав тонути. «Кінугаса» і «Хацуюкі» розвернулися навколо лівого борту (замість правого) і уникнули безпосередньої уваги кораблів Скотта.
Під час обстрілу «Фаренхолт» зазнав кількох влучань і від японських, і від американських кораблів, що призвело до жертв серед екіпажу. Есмінець вийшов з-під перехресного вогню, перетнувши курс «Сан-Франциско», і рушив у вільну сторону колони Скотта. «Дункан», який все ще атакував японське з'єднання торпедами, також зазнав артилерійського влучання з обох сторін, загорівся й намагався втекти від перехресного вогню.

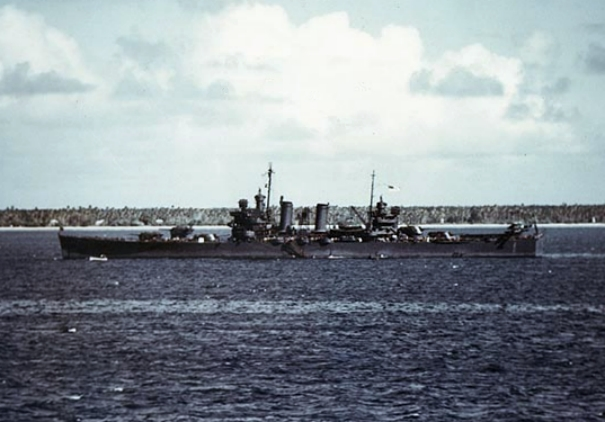
Американський крейсер «Бойс» в Еспіріту-Санту, Нові Гебриди в серпні 1942 року

Коли кораблі Гото розвернулися і на всіх парах пішли подалі від американських кораблів, Скотт наказав своєму з'єднанню зібратися і розвернувся наздоганяти японські кораблі. О 00:06 дві торпеди від «Кінугаси» ледь не влучили в «Бойс». «Бойс» і «Солт-Лейк-Сіті» направили прожектори на японські кораблі, щоб підсвітити цілі, але замість цього самі стали мішенями для артилеристів «Кінугаси». О 00:10 два снаряди від «Кінугаси» вибухнули на «Бойсі» в районі погребів боєзапасу носової артилерії і башту головного калібру. В результаті вибуху загинуло понад 100 осіб і створилась загроза вибуху боєприпасів. Проте, морська вода, що попала в корпус, загасила вогонь і запобігла вибуху. «Бойс» одразу відхилився від курсу й вийшов з бою. «Кінугаса» і «Солт-Лейк-Сіті» обмінялися залпами, кожний влучив не раз, що призвело до незначних руйнувань на «Кінугасі» і пошкодження котельних «Солт-Лейк-Сіті», внаслідок чого швидкість корабля знизилась.
О 00:16 Скотт наказав своїм кораблям розвернутися під кутом 330°, щоб спробувати наздогнати японські кораблі. Однак кораблі Скотта швидко втратили контакт з кораблями Гото, і стрільба припинилася близько 00:20. Американське з'єднання розсіялось, оскільки Скотт наказав повернути під кутом 205°.

### Відступ
Під час бою між кораблями Скотта і Гото група підкріплення Дзьодзіми закінчила розвантаження на Гуадалканалі і почала зворотний шлях, непомічена кораблями Скотта, використавши маршрут південніше від островів Рассела і Новою Джорджією. Попри важкі пошкодження, «Аоба» змогла приєднатися до «Кінугаси», яка відходила на північ від протоки Слот. Пошкодження «Футураки» призвели до втрати електроживлення близько 00:50, в результаті крейсер потонув о 02:28 за 22 милі (35 км) на північному заході від острова Саво. «Хацуюкі» підійняв врятованих з «Футуракі» і приєднався до відступаючих північніше.
«Бойс» загасив пожежі до 02:40 і о 03:05 приєднався до з'єднання Скотта. Охоплений вогнем «Дункан» екіпаж покинув близько 02:00. Не знавши про долю «Дункана», Скотт відправив «МакКалла» на пошуки й пішов з ескадрою до Нумеа, прибувши вдень 13 жовтня. «МакКалла» виявив залишений у вогні «Дункан» близько 03:00, і деякі члени екіпажу «МакКалла» здійснили спробу врятувати його від затоплення. О 12:00, проте, вони залишили корабель в зв'язку з неможливістю його врятувати і «Дункан» затонув за 6 миль (9,7 км) північніше від острова Саво. Американські моряки на катерах з Гуадалканалу і з «МакКалла» підійняли врятованих з «Дункана», що плавали в морі навколо острова Саво. Було врятовано 195 членів екіпажу «Дункана»; 48 загинуло. Під час рятувальної операції екіпажу «Дункана» американці виявили близько 100 моряків з «Футубі», які плавали в тих же самих водах. Японці спочатку відмовлялись від усіх спроб їх підняти, але наступного дня дозволили себе врятувати і стали військовополоненими.

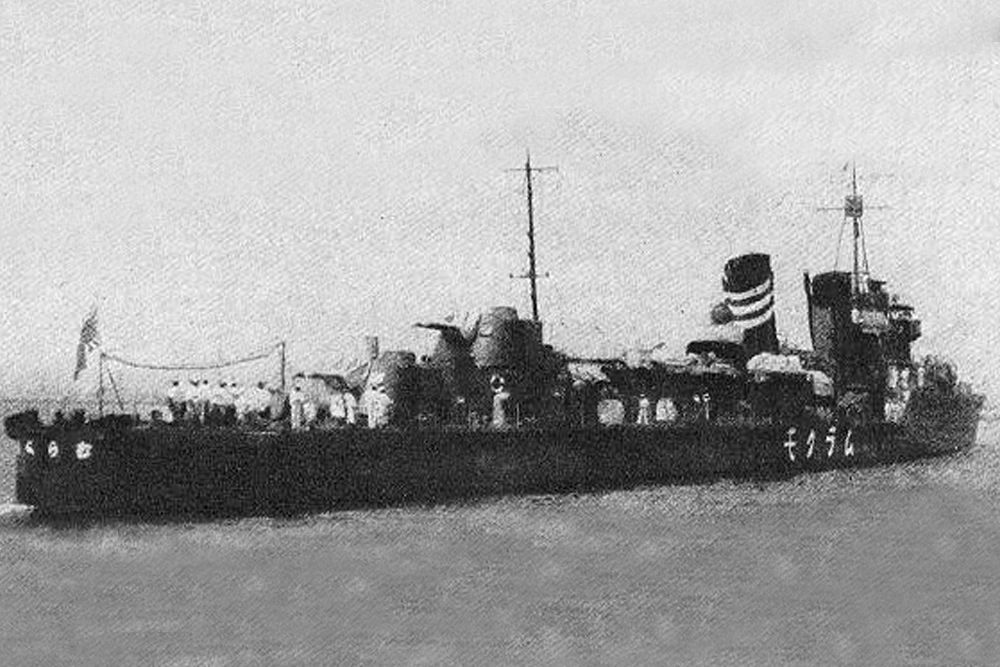
Японський есмінець «Муракумо»

Йошима, дізнавшись про те, що відбулося з кораблями Гото, відправив есмінці «Сіраюкі» і «Муракуио» на допомогу «Футураці» або її членам екіпажу та «Асагумо» і «Нацугумо» на зустріч з «Кінугасою», яка зупинилась північніше, щоб прикрити відхід кораблів Дзьодзіми. О 07:00 п'ять пікірувальників SBD Dauntless з Гендерсон-філд атакували «Кінугасу», але не досягли влучань. О 08:20 ще 11 SBD знайшли і атакували «Сіраюкі» та «Муракумо». Попри те, що вони не досягли прямих влучань, один вибух пошкодив «Муракумо», і він почав залишати нафтовий слід, по якому його могли знайти літаки ВВС «Кактуса». Трохи пізніше 7 SBD і 6 торпедоносців TBF Avenger при підтримці 14 F4F Wildcat знайшли два японських есмінці за 170 миль (270 км) від Гуадалканалу. Під час чергової атаки «Муракумо» отримав торпедне влучання і втратив електропостачання. В той же самий час «Аоба» і «Хацуюкі» прийшли до японської бази на Шортлендських островах о 10:00.
«Асагумо» і «Нацугумо», що вирушили на допомогу «Муракумо», були атаковані ще однією групою 11 SBD и TBF, яких ескортували 12 винищувачів, о 15:45. Одна з бомб SBD влучила майже всередину палуби «Нацугумо», а два найближчих вибухи призвели до ще більших пошкоджень. Після того, як «Асагумо» прийняв екіпаж есмінця, «Нацугумо» потонув о 16:27. Авіація «Кактуса» досягла ще декількох влучань в нерухомий «Муракумо», викликавши значні пожежі. Після того, як команда залишила корабель, «Сіраюкі» потопив його торпедою, підійняв врятованих і приєднався до японської ескадри, що поверталася на Шортлендські острови.

## Наслідки та значення бою
Капітан Кікунорі Кідзіма, голова штабу Гото і командир бомбардувальної групи на зворотному шляху на Шортлендські острови після смерті Гото під час бою, стверджував, що потопив два американські крейсери й один есмінець. Капітан «Футураки», який врятувався зі свого корабля, вважав причиною втрати свого крейсера погану повітряну розвідку і погане керівництво 8-м флотом штабом адмірала Мікави. Попри те, що місія бомбардування аеродрому була провалена, транспортний конвой Дзьодзіми успішно доставив критично необхідні підкріплення та озброєння на Гуадалканал. «Аоба» була направлена в японське місто Куре на ремонт, який був завершений 15 лютого 1943 року. «Кінугаса» потонула місяцем пізніше під час морської битви за Гуадалканал.

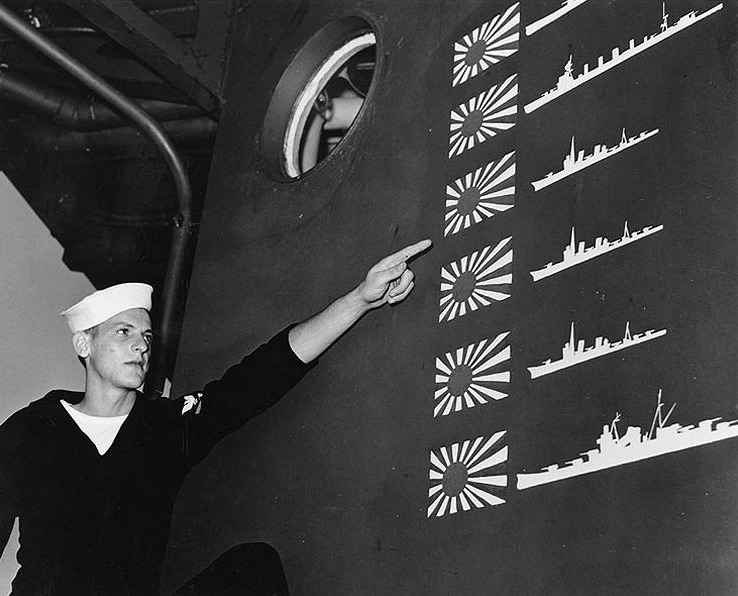
Американський моряк показує перемоги на борту крейсера «Бойс» після повернення корабля з ремонту в листопаді 1942 року. Нарисовано, що «Бойс» брав участь в потопленні трьох крейсерів та трьох есмінців, що сильно перевищувало реальні втрати японців під час бою.

Скотт відрапортував, що його кораблі затопили три японських крейсери й чотири есмінці. Новини про перемогу швидко були поширені в американських засобах масової інформації. «Бойс», який був пошкоджений настільки сильно, що потребував переходу в Філадельфію на ремонт, преса його зобразила, як корабель, що вартий цілого флоту. Це було зв'язано з тим, що назви інших кораблів, які брали участь у битві, з міркувань секретності не розголошувались. Ремонт «Бойса» тривав до 20 березня 1943 року.
Попри тактичну перемогу США, бій біля мису Есперанс мав досить невеликий стратегічний вплив на ситуацію на Гуадалканалі. Через два дні вночі 13 жовтня японські лінкори Конго і Харуна провели бомбардування і практично знищили Гендерсон-філд. Ще через день великий японський конвой успішно доставив 4 500 солдатів і озброєння на острів. Ці солдати і озброєння закінчили японські приготування до великої наступальної операції, призначеної на 23 жовтня. Американський конвой прибув на Гуадалканал 13 жовтня, як і планувалось, і доставлені підрозділи стали ключовими учасниками з боку Союзників вирішальної суходільної битви за Гендерсон-Філд, яка відбулася 23—26 жовтня 1942 року.
Перемога біля мису Есперанс допомогла американським морякам набути необхідних навичок нічного бою, але не дала адекватно оцінити можливості японського флоту в цю пору доби. Проте американці, як і раніше, не мали інформації щодо дальності й потужності японських торпед, ефективності японської нічної оптики, і вишколу більшості японських командирів есмінців і крейсерів. Роблячи неправильні висновки з результатів бою, американські командири в наступних морських битвах на Соломонових островах наполегливо намагалися довести перевагу американської морської артилерії перед справді ефективнішими японськими торпедними атаками. Ця впевненість була зруйнована тільки двома місяцями пізніше в бою біля Тассафаронга, в якому японські торпеди завдали американському флоту одну з найважчих поразок у його історії. Озираючись назад, можна дійти висновку, що фортуна зробила для перемоги Скотта в цьому бою так само багато, як і самовпевненість Гото, для якого зустріч з кораблями Скотта стала повною несподіванкою. Молодший офіцер «Гелени» пізніше писав: «Мис Есперанс став тристоронньою битвою, в якій удача була головним переможцем».